# Жаровица
Жаровица — река в России, протекает в Октябрьском районе Костромской области. Устье реки находится в 41 км по правому берегу реки Ирдом. Длина реки составляет 15 км, площадь водосборного бассейна 49,7 км².
Исток реки находится в заболоченном лесу близ границы с Кировской областью в 24 км к северо-востоку от села Боговарово. Река течёт на юго-запад и юг, на берегах реки — деревни Жеребцовская и Негановская 1-я. Крупных притоков нет. Впадает в Ирдом в 16 км к северо-востоку от Боговарова.

## Данные водного реестра
По данным государственного водного реестра России относится к Верхневолжскому бассейновому округу, водохозяйственный участок реки — Ветлуга от истока до города Ветлуга, речной подбассейн реки — Волга от впадения Оки до Куйбышевского водохранилища (без бассейна Суры). Речной бассейн реки — (Верхняя) Волга до Куйбышевского водохранилища (без бассейна Оки).
Код объекта в государственном водном реестре — 08010400112110000041325.